# Ensisheim
Ensisheim (elsässisch Anze) ist eine französische Gemeinde mit 7362 Einwohnern (Stand 1. Januar 2022) im Département Haut-Rhin in der Region Grand Est (bis 2015 Elsass). Sie gehört zum Arrondissement Thann-Guebwiller und ist Sitz des Gemeindeverbandes Communauté de communes du Centre Haut-Rhin. Das Bureau centralisateur des gleichnamigen Kantons befindet sich in Ensisheim. Die Bewohner werden Ensisheimois und Ensisheimoises genannt.
Die Gemeinde erhielt 2022 die Auszeichnung „Vier Blumen“, die vom Conseil national des villes et villages fleuris (CNVVF) im Rahmen des jährlichen Wettbewerbs der blumengeschmückten Städte und Dörfer verliehen wird.

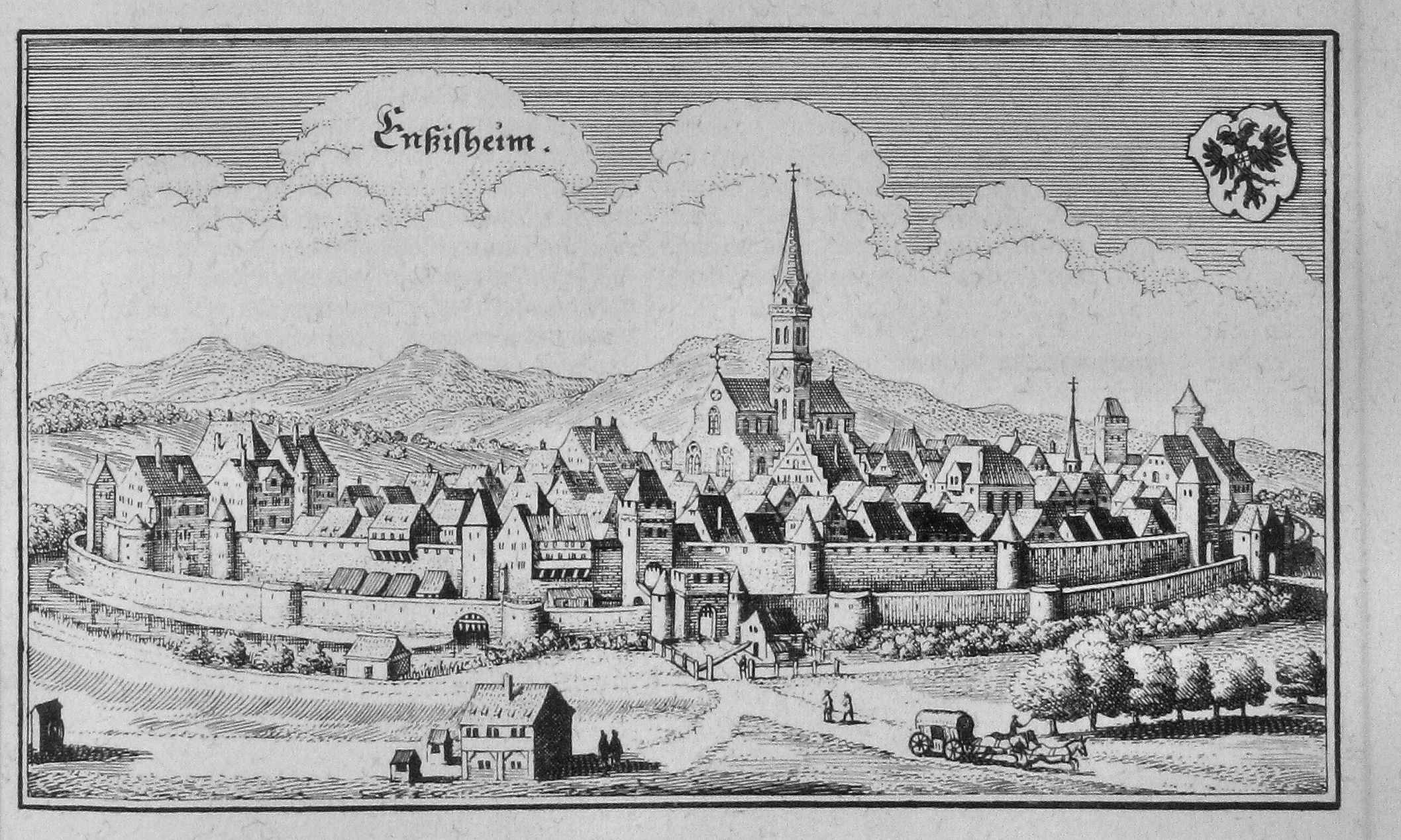
Ensisheim auf einem Stich von Mathäus Merian (1663)

## Geografie
Die Kleinstadt Ensisheim liegt an der Ill, etwa 15 Kilometer nördlich von Mülhausen und 20 Kilometer westlich des Rheins.
Hier beginnt heute der Canal Vauban, der Ende des 17. Jahrhunderts errichtet wurde um das Wasser des Quatelbaches in den Canal de Rouffach umzuleiten. Dieser diente zum Transport des Baumaterials für die Festung Neuf-Brisach aus den Vogesen.

## Geschichte
Archäologisch nachgewiesen sind keltische Kultursiedlungen bereits in frühgeschichtlicher Zeit südlich von Ensisheim. Es wurden zahlreiche römische Funde gemacht, die sich jedoch nicht eindeutig interpretieren lassen. Wahrscheinlich befand sich nördlich von Ensisheim eine Villa rustica. Östlich verlief eine römische Straße entlang der heutigen D201/Schweizersträssle/Le Octrois. Vermutlich befand sich in diesem Bereich ein dorfähnlicher Vicus.  Die Besiedlung dauerte bis in die karolingische Zeit. 
Ensisheim wurde erstmals 768 unter dem Namen Engisehaim urkundlich erwähnt und war ab spätestens 1277 unter der Hegemonie der Habsburger. In der zweiten Hälfte des 13. Jahrhunderts ließ König Rudolf I., zuvor Graf Rudolf IV. von Habsburg, die „Königsburg“ bauen, die den jeweiligen Landesfürsten als Herrschaftssitz diente und durch deren Bau sich die Siedlung nun zur Burg hin verlagerte. In der Burg ließ er von 1286 bis 1293 Meir ben Baruch, genannt von Rothenburg, einen berühmten Rabbiner und Talmudgelehrten, gefangen halten, um von den jüdischen Gemeinden Deutschlands Geld zu erpressen. Dieser lehnte aber den Freikauf ab und verstarb am 27. April 1293 in Ensisheim in Gefangenschaft. Er ist auf dem jüdischen Friedhof in Worms, dem Heiligen Sand, begraben.
Einer der Nachfolger von Rudolf I. war Herzog Leopold IV. von Österreich, der sich seit 1393 häufig in Ensisheim aufhielt und dort 1400 und 1401 das Weihnachtsfest feierte. Seine Ehefrau Katharina von Burgund urkundete ebenfalls in Ensisheim und nutzte diesen Ort nach 1411 als einen ihrer Witwensitze. Johann I. von Lupfen-Stühlingen residierte 1411 ein Jahr als Hofrichter in Ensisheim. 1431 wurde Ensisheim Sitz der Verwaltung der habsburgischen Vorlande im Elsass, im Breisgau, im Aargau sowie am Bodensee.

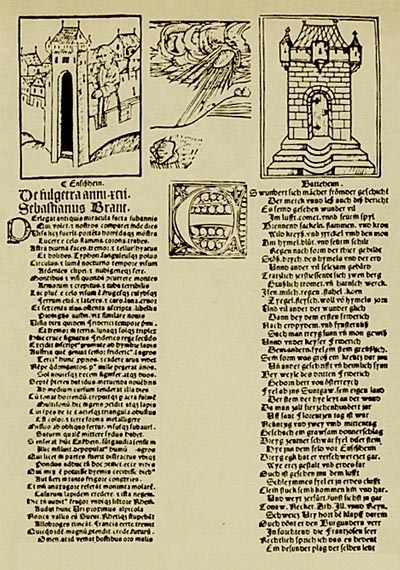
Der Donnerstein von Ensisheim, ein Flugblatt Brants von 1492

Am 7. November 1492 schlug der Meteorit Ensisheim in einem Acker vor den Toren der Stadt ein. Er gilt als der älteste gesicherte und ausführlich dokumentierte Meteoritenfall Europas, von dem bis heute Material erhalten geblieben ist. Die erste Beschreibung dieses Naturschauspiels durch Sebastian Brant Ende des Jahres 1492 erlangte große Verbreitung. Sein „Donnerstein von Ensisheim“ gilt als eines der ersten Flugblätter im heutigen Sinne, das kurz nach dem Ereignis in größerer Stückzahl und sogar in mehreren Auflagen gedruckt wurde.
Durch die Verwaltungstätigkeit wurde Ensisheim immer wohlhabender. Zwischen 1584 und 1634 wurden in Ensisheim auch Taler gemünzt; die Stadt war nach Straßburg die wichtigste Münze des Elsass. Im Dreißigjährigen Krieg (1618–1648) wurde die Stadt siebenmal verwüstet, die Verwaltung wurde evakuiert und später in Freiburg im Breisgau neu aufgebaut. Die Stadt erholte sich von den Verwüstungen nie mehr ganz. Im Westfälischen Frieden 1648 musste das habsburgische Elsass an Frankreich abgetreten werden.
Unter der französischen Verwaltung erhielt Ensisheim einen königlichen und souveränen Rat, den Provinzrat, und wurde Hauptstadt der französischen Provinz Elsass (Straßburg wurde erst 1681 französisch und der Einfluss des Königreichs beschränkte sich zunächst auf die habsburgischen Lande). Nach der Rückkehr kaiserlicher Truppen im Jahre 1674 wurde die Verwaltung nach Breisach verlegt. Ensisheim blieb jedoch bis zur Französischen Revolution Hauptort eines Amtsbezirkes. 1682 wurde das von Rudolf I. von Habsburg erbaute Schloss abgetragen. Gegen Ende des französischen Kaiserreiches zwischen 1814 und 1820 wurde Ensisheim von österreichischen Truppen besetzt.
Mit der Gründung des Deutschen Reiches 1871 wurden das Elsass und damit auch Ensisheim dem neuen Kaiserreich angegliedert und erhielt damit wieder direkten Anschluss an den übrigen deutschen Sprachraum. Ende 1915 richtete Hauptmann Rohr hier sein Übungsgelände für das Sturm-Bataillon Nr. 5 (Rohr) ein. Von 1885 bis 1957 war Ensisheim Endpunkt einer Vorortlinie der Straßenbahn Mülhausen. Nach dem Ende des Ersten Weltkrieges wurden im Rahmen des Versailler Vertrages 1919 das Elsass und somit auch Ensisheim erneut Frankreich zugeschlagen; zugleich wurde Französisch verbindlich zur einzigen Amts- und Schulsprache. Zu Beginn des 20. Jahrhunderts wurde mit dem Abbau von Kali begonnen, womit ein bedeutender wirtschaftlicher Aufschwung verbunden war. Im Zweiten Weltkrieg erlitt Ensisheim nochmals erhebliche Zerstörungen.
Anfang 2006 geriet Ensisheim kurzzeitig in die Schlagzeilen der internationalen Presse, als der Ortsbürgermeister mit Hilfe von Polizisten die leerstehenden Wohnwagen einer Gruppe von 80 Roma anzündete. Dafür wurde er zu einer Haftstrafe von sechs Monaten verurteilt, die zur Bewährung ausgesetzt wurde. Sein Amt musste er nicht aufgeben.

## Bevölkerungsentwicklung

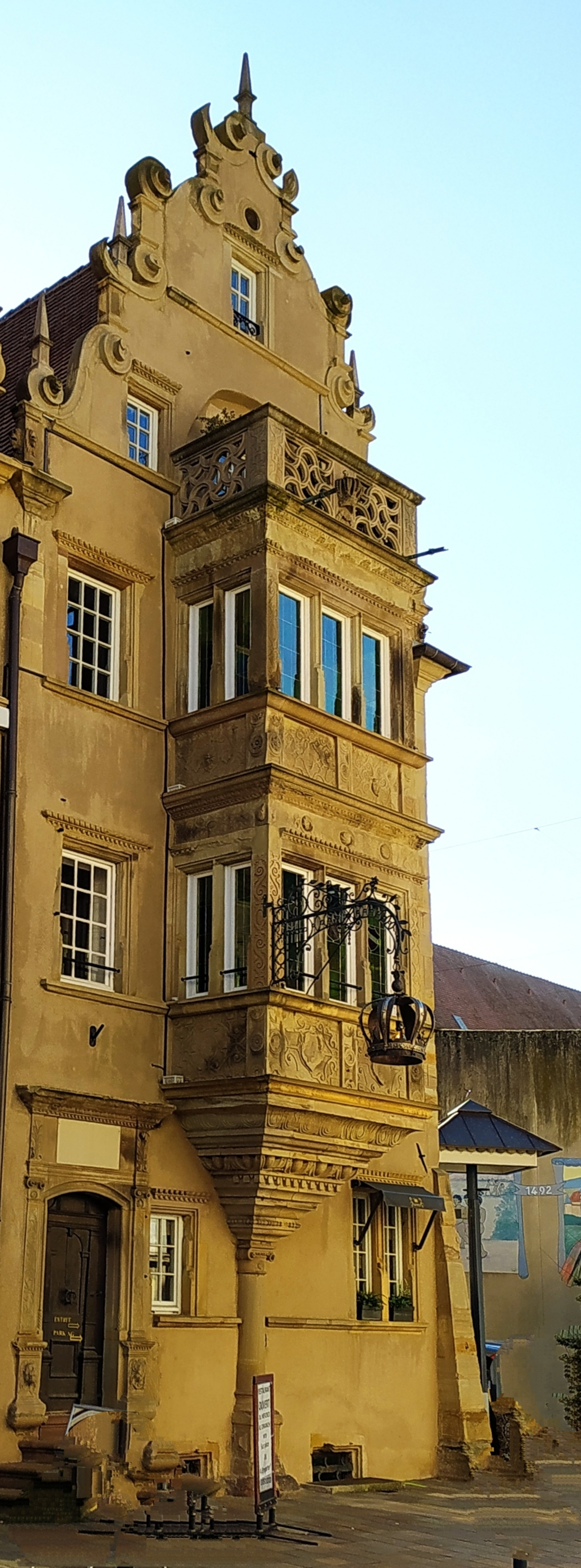
Ensisheim Renaissancehaus mit Erker „Zur Krone“

| Jahr      | 1962 | 1968 | 1975 | 1982 | 1990 | 1999 | 2007 | 2019 |
| --------- | ---- | ---- | ---- | ---- | ---- | ---- | ---- | ---- |
| Einwohner | 4498 | 5191 | 5685 | 5780 | 6164 | 6640 | 6967 | 7512 |

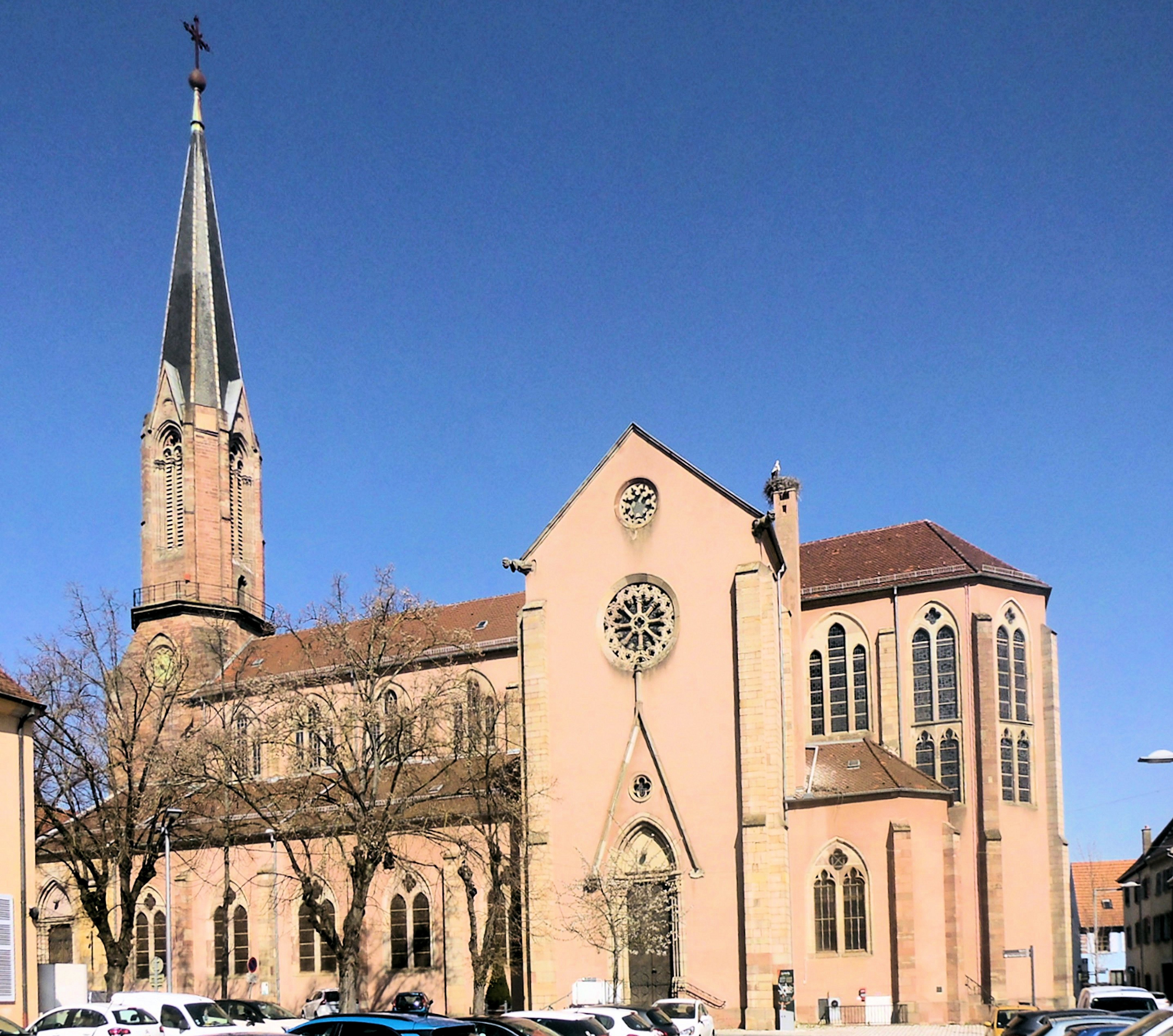
Neugotische Pfarrkirche St. Martin
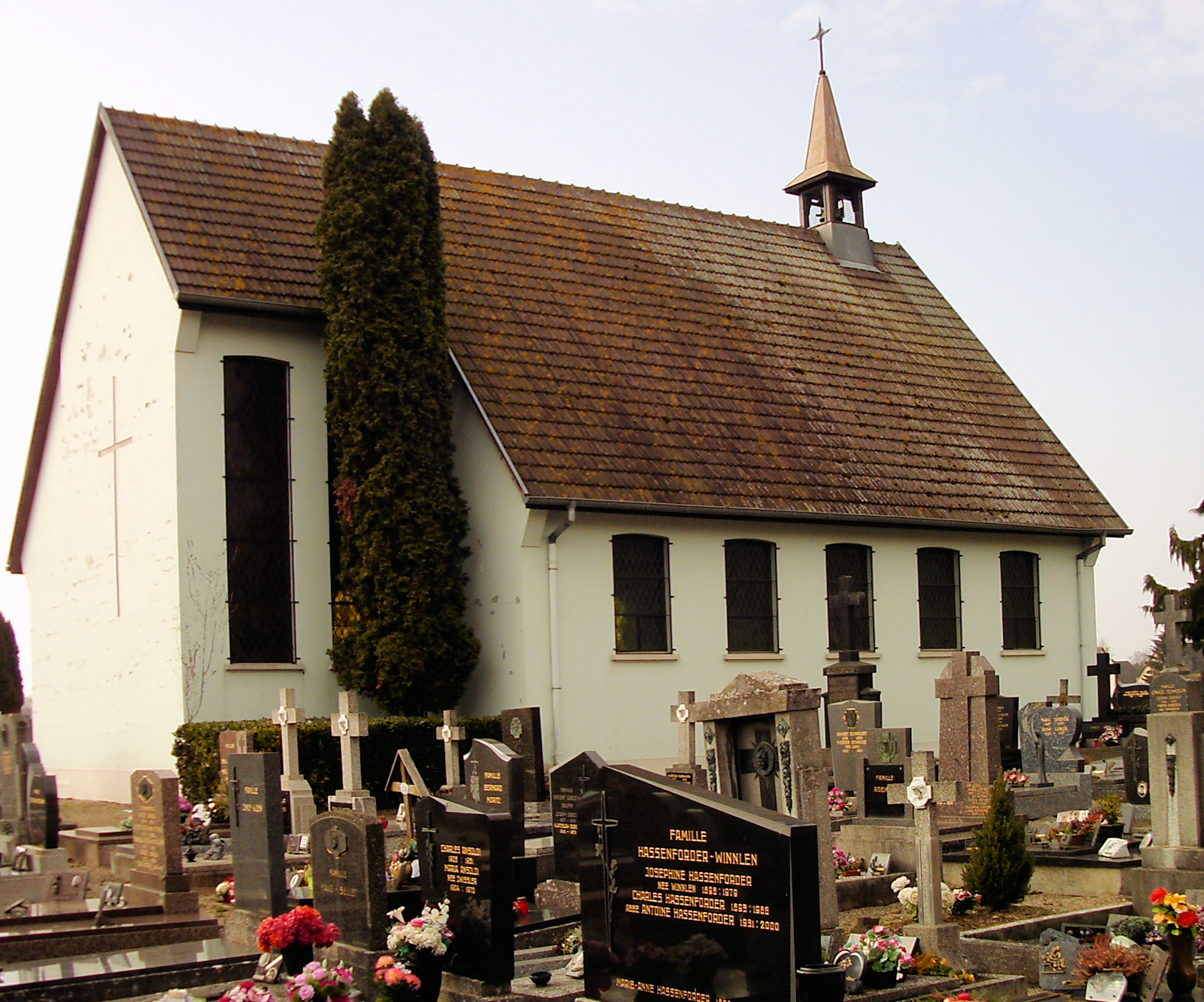
Friedhofskapelle St. Martin
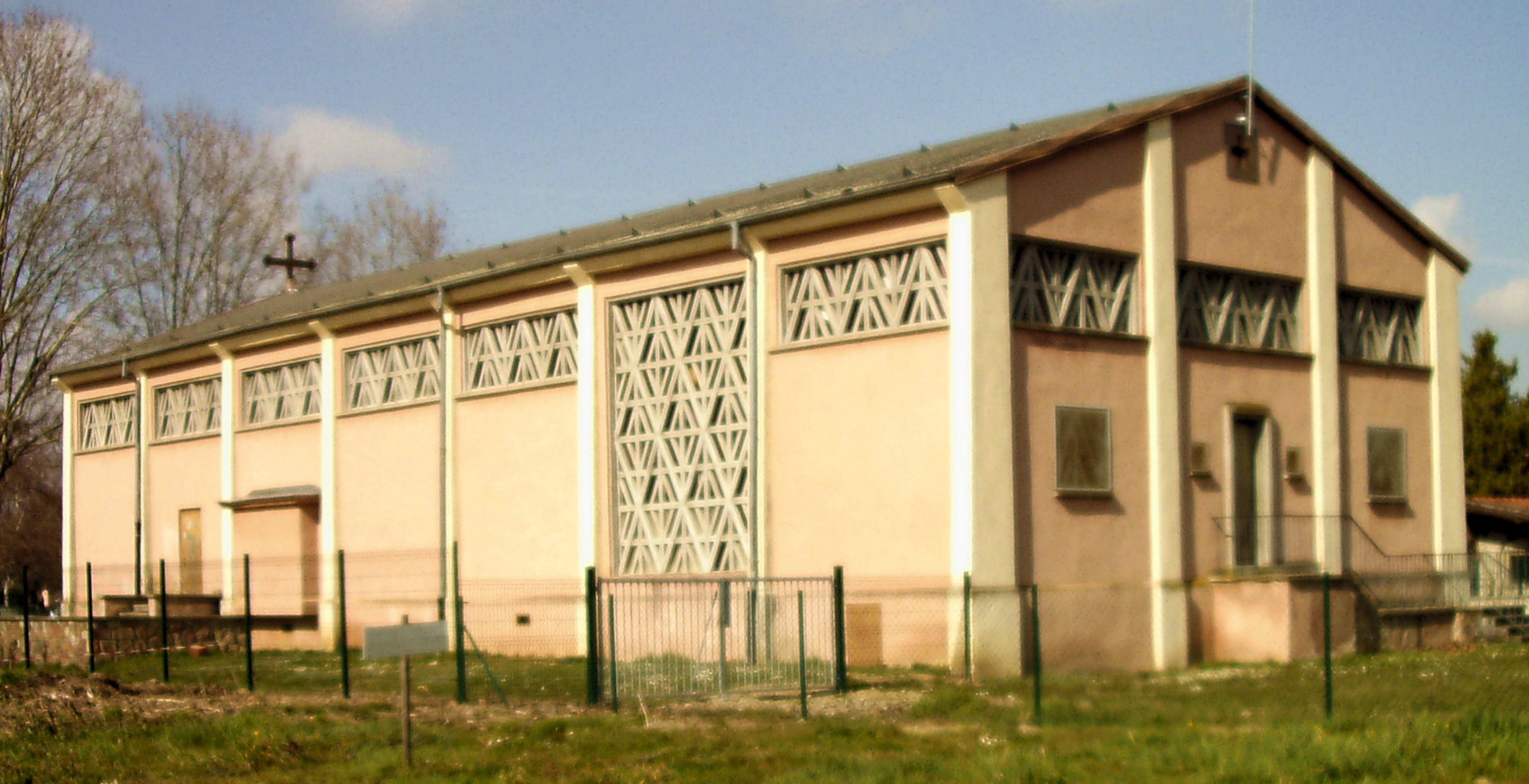
Kapelle St. Theresa
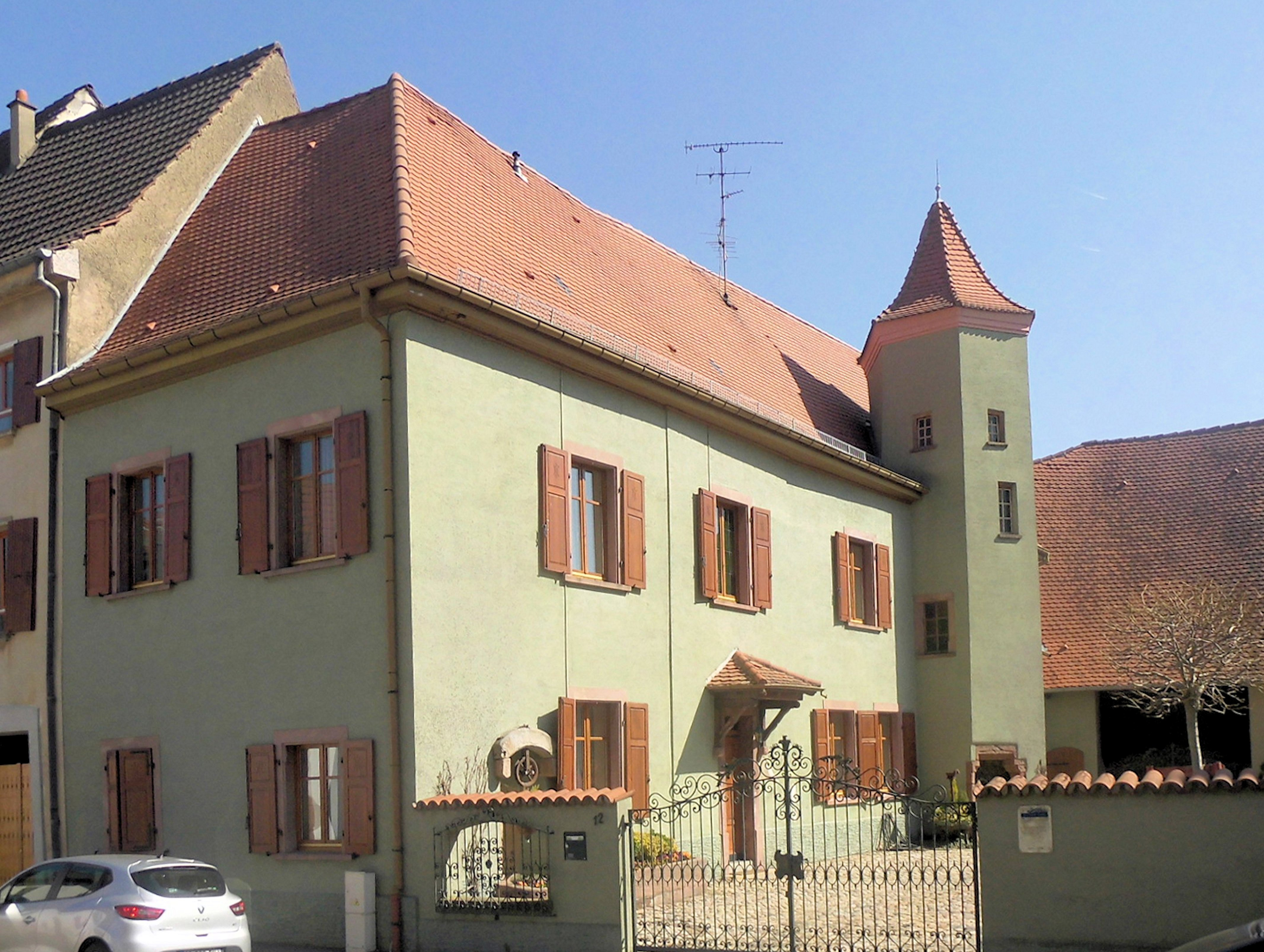
Treppentürmchen-Haus in der Rue de l’église 12
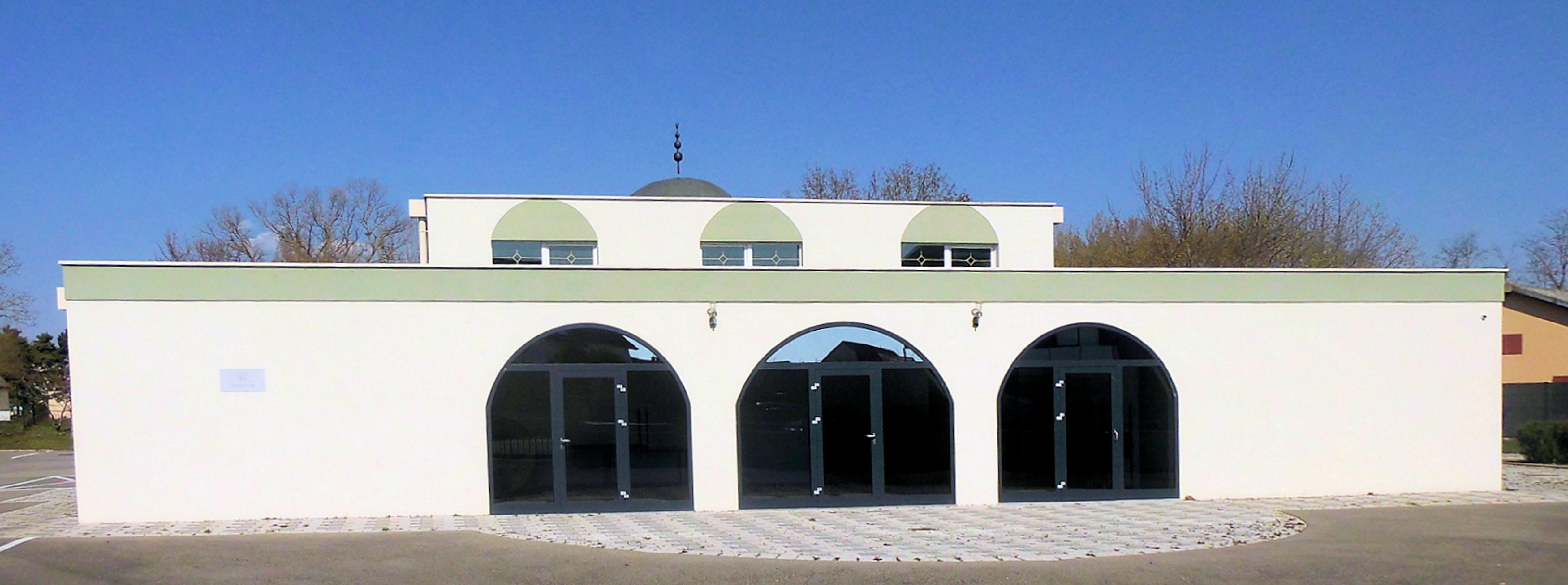
2017 erbaute Al-Baraka-Moschee
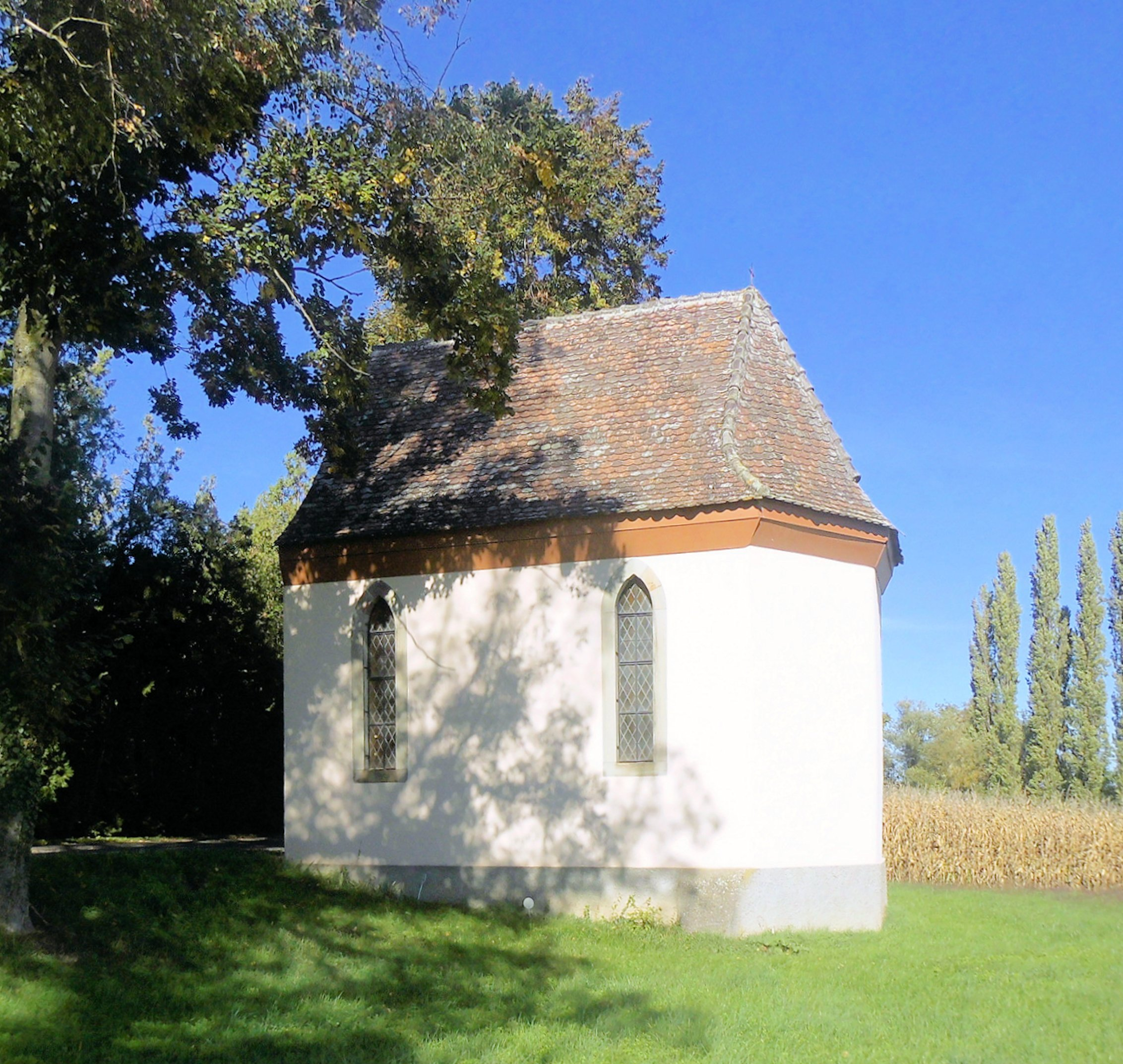
Kapelle St. Johannes

## Wirtschaft und Infrastruktur
In Ensisheim befand sich bis 2006 die CD-R-Produktion von MAM-E (ehemals Mitsui Group), die unter anderem auch für Sony, HP und TDK Speichermedien herstellte.
Ensisheim ist Sitz einer Justizvollzugsanstalt mit 205 Haftplätzen.

## Städtepartnerschaften
| - Markdorf, Baden-Württemberg (Deutschland) - Castroville, Texas (USA) - Otjiwarongo, Namibia |

## Persönlichkeiten
In Ensisheim sind geboren:
- Johann Rasser (1535–1594), Pfarrer und Gründer des Jesuitenkollegiums von Ensisheim
- Franz Chullot (1599–1664), Abt im Kloster St. Blasien
- Jacob Balde (1604–1668), Jesuit, Professor und Prediger am bayerischen Hof in München
- Margaretha Loys (1610–1686), Zisterzienserin, Äbtissin des Klosters Lichtenthal 1658–1686
- Franz Conrad von Stadion (1615–1685), Prälat sowie Dompropst in Bamberg und Würzburg
- Johann Franz von Schönau (1619–1656), römisch-katholischer Geistlicher, Fürstbischof von Basel 1653–1656
- Franz Wilhelm I. von Hohenems (1628–1662), Graf aus dem Adelsgeschlecht Hohenems
- Georg Franz Müller (1646–1723), Soldat bei der Niederländischen Ostindien-Kompanie und Weltreisender
- Léon Boëllmann (1862–1897), Orgelvirtuose und Komponist
- Léon Maier (* 1952), Fußballspieler

In Ensisheim ist verstorben:
- Meir ben Baruch, genannt von Rothenburg (um 1215–1293), Rabbiner und Talmudgelehrter

In Ensisheim hat gewirkt:
- Fidelis von Sigmaringen (1578–1622), Heiliger der katholischen Kirche, arbeitete 1611/12 als promovierter Jurist und Beisitzer am Obersten Gericht in Ensisheim.

## Meteoritenbörse
In Ensisheim findet jährlich, in der Regel im Juni, die Ensisheim Meteorite Show statt. Rund 20–50 internationale Aussteller bieten im Rahmen der zweitägigen Veranstaltung Einzelstücke und präpariertes Material an. Insbesondere Neufunde aus den Maghrebstaaten stellen einen der Schwerpunkte. Es handelt sich um die derzeit einzige Veranstaltung dieser Art in Europa, auf der ausschließlich Meteoriten, Tektite und Impaktgesteine ausgestellt und angeboten werden. Der Veranstaltungsort ist seit der ersten Ensisheim Meteorite Show im Jahre 2000 das Ensisheimer Rathaus. Veranstaltet wird die Meteoritenbörse durch die Confrerie St-Georges des Gardiens de la Meteorite d’Ensisheim und die Gemeinde Ensisheim. Am Vorabend der Veranstaltung ernennt die Confrerie im Rahmen einer Zeremonie auf dem Marktplatz ihre neuen Mitglieder.